# Baba (Inde)
Pour les articles homonymes, voir Baba.
Baba est un mot qui vient du persan et qui signifie littéralement père ou grand-père. Il est également utilisé sur le sous-continent indien comme marque de respect et d'affection envers les personnes âgées, les Samnyâsins et les fakirs qui sont reconnus pour leur piété. Chez les Perses, il désignait un supérieur d'un ordre religieux de soufis. Dans le sikhisme, Baba est quelquefois employé pour désigner le Guru Granth Sahib, le livre saint des sikhs. Guru Nanak le fondateur du sikhisme était surnommé ainsi; le plus célèbre Baba des sikhs est Baba Buddha (1506-1631) qui a oint cinq Gurus du sikhisme.